# Kodoli
Kodoli é uma vila no distrito de Satara, no estado indiano de Maharashtra.

## Geografia
Kodoli está localizada a 16° 53′ N, 74° 12′ L. Tem uma altitude média de 548 metros (1797 pés).

## Demografia
Segundo o censo de 2001, Kodoli tinha uma população de 16,411 habitantes. Os indivíduos do sexo masculino constituem 53% da população e os do sexo feminino 47%. Kodoli tem uma taxa de literacia de 80%, superior à média nacional de 59.5%: a literacia no sexo masculino é de 84% e no sexo feminino é de 76%. Em Kodoli, 12% da população está abaixo dos 6 anos de idade.